# Henriette Zobel
Henriette Zobel (født Henriette Bjerring Jørgensen 6. oktober 1962 i Sæby, død 9. december 2019 i København) var en dansk designer, tidligere erhvervsleder og tidligere fotomodel.
Zobel var uddannet designer fra Margrethe-Skolen i 1986. I 2002 etablerede hun tøjvirksomheden Pureheart. Virksomheden gik konkurs i 2011.
I sine yngre år arbejdede hun som fotomodel i Milano, London og Paris og var i en periode bl.a. Pierre Cardins faste model.

## Privat
Hun var fraskilt fra Peter Zobel, som hun var gift med to gange (1987-1988 og 1991-2004) og havde to børn med. Gennem tre år var hun kæreste med Henning Daverne, inden parret gik hvert til sit i 2009.